# Пауниха
Пауниха — деревня в Харовском районе Вологодской области.
Входит в состав Разинского сельского поселения, с точки зрения административно-территориального деления — в Разинский сельсовет.
Расстояние по автодороге до районного центра Харовска — 38,5 км, до центра муниципального образования Горы — 3,5 км. Ближайшие населённые пункты — Юдинская, Квашниха, Федяково, Есиповская, Оброчная, Гороховка, Тарасовская, Денисовская.
По переписи 2002 года население — 18 человек.